# Llista de monuments de la Saïdia (València)
Llista de monuments catalogats com a béns d'interés cultural (BIC) i béns immobles de rellevància local (BRL) del districte de la Saïdia de València.

## Monuments d'interés cultural
| Monument                                                            | Prot.? | Estil/època                        | Localització                                                          | Coordenades                                          | Codi?         | Imatge |
| ------------------------------------------------------------------- | ------ | ---------------------------------- | --------------------------------------------------------------------- | ---------------------------------------------------- | ------------- | --- |
| Monestir de la Santíssima Trinitat, o Reial Monestir de la Trinitat | BIC    | Gòtic S.XV, S.XVI, S.XVII, S.XVIII | València C. Trinitat, c. Mare Sacrament, c. Poeta Bodria, c. Alboraia | 39° 28′ 49″ N, 0° 22′ 19″ O / 39.480197°N,0.371857°O | RI-51-0004764 | Monestir de la Santíssima Trinitat (València) · Vegeu més fotos d'aquest monument · Carregueu una nova foto d'aquest monument |

## Jardins històrics d'interés cultural
| Monument          | Prot.? | Estil/època | Localització                       | Coordenades                                          | Codi?         | Imatge |
| ----------------- | ------ | ----------- | ---------------------------------- | ---------------------------------------------------- | ------------- | --- |
| Jardí de Montfort | BIC    | S.XIX       | València Pl. de la Legió Espanyola | 39° 28′ 39″ N, 0° 21′ 54″ O / 39.477592°N,0.365080°O | RI-52-0000018 | Jardí de Montfort (València) · Vegeu més fotos d'aquest monument · Carregueu una nova foto d'aquest monument |

## Monuments de rellevància local
| Monument                                                             | Prot.? | Estil/època | Localització                       | Coordenades                                          | Codi?         | Imatge |
| -------------------------------------------------------------------- | ------ | ----------- | ---------------------------------- | ---------------------------------------------------- | ------------- | --- |
| Asil i Església de Santa Mònica, València                            | BRL    |             | València Pl. de Santa Mònica       | 39° 28′ 56″ N, 0° 22′ 28″ O / 39.482222°N,0.374583°O | 46.15.250-028 | Asil i Església de Santa Mònica · Vegeu més fotos d'aquest monument · Carregueu una nova foto d'aquest monument                            |
| Església parroquial del Salvador i Santa Mònica, o Sant Salvador     | BRL    |             | València Pl. Santa Mònica, 1       | 39° 28′ 54″ N, 0° 22′ 28″ O / 39.481709°N,0.374551°O | 46.15.250-008 | Església parroquial del Salvador i Santa Mònica (València) · Vegeu més fotos d'aquest monument · Carregueu una nova foto d'aquest monument |
| Església del Convent Sant Cristòfol Màrtir                           | BRL    |             | València C. Poeta Bodria, 2        | 39° 28′ 51″ N, 0° 22′ 18″ O / 39.480961°N,0.371682°O | 46.15.250-271 | Església del Convent Sant Cristòfol Màrtir (València) · Vegeu més fotos d'aquest monument · Carregueu una nova foto d'aquest monument      |
| Església parroquial de la Mare de Déu del Carme de València          | BRL    |             | València C. Alboraia, 33           | 39° 28′ 59″ N, 0° 22′ 12″ O / 39.483001°N,0.370122°O | 46.15.250-023 | Església parroquial de la Mare de Déu del Carme (València) · Vegeu més fotos d'aquest monument · Carregueu una nova foto d'aquest monument |
| Església parroquial de Sant Antoni Abat (Salesians)                  | BRL    |             | València C. Sagunt, 188            | 39° 29′ 26″ N, 0° 22′ 27″ O / 39.490554°N,0.374292°O | 46.15.250-012 | Església parroquial de Sant Antoni Abat (València) · Vegeu més fotos d'aquest monument · Carregueu una nova foto d'aquest monument         |
| Església Parroquial de Sant Jaume Apòstol en el carrer Doctor Olóriz | BRL    |             | València C. Dr. Olóriz, 36-38      | 39° 29′ 08″ N, 0° 22′ 51″ O / 39.485417°N,0.380925°O | 46.15.250-248 | Església Parroquial de Sant Jaume Apòstol (València) · Carregueu una nova foto d'aquest monument                                           |
| Fàbrica de Bombes CEYDA, Fàbrica de Bombes Hidràuliques Gens         | BRL    | 1931        | València Av. de Burjassot, 4       | 39° 29′ 08″ N, 0° 23′ 06″ O / 39.485556°N,0.385°O    | 46.15.250-369 | Fàbrica de Bombes Hidràuliques Gens (València) · Vegeu més fotos d'aquest monument · Carregueu una nova foto d'aquest monument             |
| Llar Santa Teresa de Jesús Jornet, Asil Ancians Desemparats          | BRL    | s.XVII i XX | València C. Madre Teresa Jornet, 1 | 39° 28′ 55″ N, 0° 22′ 26″ O / 39.481944°N,0.373972°O | 46.15.250-302 | Llar Santa Teresa de Jesús Jornet (València) · Vegeu més fotos d'aquest monument · Carregueu una nova foto d'aquest monument               |
| Monestir de Sant Cristòfol                                           | BRL    | S.XX        | València C. Poeta Bodria, 4        | 39° 28′ 53″ N, 0° 22′ 21″ O / 39.481355°N,0.372591°O | 46.15.250-204 | Monestir de Sant Cristòfol (València) · Vegeu més fotos d'aquest monument · Carregueu una nova foto d'aquest monument                      |

## Jardins històrics d'interés local
| Monument         | Prot.? | Estil/època | Localització | Coordenades                                        | Codi?         | Imatge                                                                                           |
| ---------------- | ------ | ----------- | ------------ | -------------------------------------------------- | ------------- | ------------------------------------------------------------------------------------------------ |
| Jardins del Real | BRL    |             | València     | 39° 28′ 51″ N, 0° 22′ 03″ O / 39.480833°N,0.3675°O | 46.15.250-432 | Jardins del Real · Vegeu més fotos d'aquest monument · Carregueu una nova foto d'aquest monument |

## Llocs històrics d'interés local
| Monument                                              | Prot.? | Estil/època | Localització                                                       | Coordenades                                          | Codi?         | Imatge                                                                         |
| ----------------------------------------------------- | ------ | ----------- | ------------------------------------------------------------------ | ---------------------------------------------------- | ------------- | ------------------------------------------------------------------------------ |
| Refugi antiaeri al Monestir de la Santíssima Trinitat | BRL    | 1937-1938   | València C. la Trinitat 13, accés per dins del convent de clausura | 39° 28′ 49″ N, 0° 22′ 20″ O / 39.4803°N,0.3722°O     | 46.15.250-452 | Carregueu una nova foto d'aquest monument                                      |
| Refugi del carrer Ruaya                               | BRL    | 1937-1938   | València C. Ruaya, front c. Pepita, baix el paviment.              | 39° 29′ 08″ N, 0° 22′ 32″ O / 39.485444°N,0.375556°O | 46.15.250-443 | Refugi del carrer Ruaya (València) · Carregueu una nova foto d'aquest monument |

## Espais etnològics d'interés local
| Monument                                                                    | Prot.? | Estil/època         | Localització                                          | Coordenades                                          | Codi?          | Imatge |
| --------------------------------------------------------------------------- | ------ | ------------------- | ----------------------------------------------------- | ---------------------------------------------------- | -------------- | --- |
| Alqueria de Barrinto, almàssera i Ximeneia de "los Alfonso"                 | BRL    | s.XV-XX             | València Parc de Marxalenes                           | 39° 29′ 11″ N, 0° 22′ 52″ O / 39.486419°N,0.381111°O | 46.15.250-E451 | Alqueria de Barrinto (València) · Vegeu més fotos d'aquest monument · Carregueu una nova foto d'aquest monument                                                    |
| Alqueria de Canet                                                           | BRL    | s.XIX               | València C. Cavanilles 1 (dins del jardí dels Vivers) | 39° 28′ 45″ N, 0° 22′ 06″ O / 39.479167°N,0.368333°O | 46.15.250-E453 | Alqueria de Canet (València) · Vegeu més fotos d'aquest monument · Carregueu una nova foto d'aquest monument                                                       |
| Conjunt d'Alqueries del carrer Olba                                         | BRL    | s.XVII-XIX          | València C. Olba                                      | 39° 29′ 18″ N, 0° 23′ 08″ O / 39.488417°N,0.385444°O | 46.15.250-E452 | Alqueries del carrer Olba (València) · Vegeu més fotos d'aquest monument · Carregueu una nova foto d'aquest monument                                               |
| Fàbrica d'oli de Bautista Alonso Montesinos                                 | BRL    | s.XIII i 1916       | València C. Montañana, 16                             | 39° 29′ 11″ N, 0° 22′ 51″ O / 39.486347°N,0.3808°O   | 46.15.250-E104 | Fàbrica d'oli de Bautista Alonso Montesinos (València) · Carregueu una nova foto d'aquest monument                                                                 |
| Fumeral de Tallers Devís-Noguera                                            | BRL    | s.XX                | València C. Arzobispo Fabian i Fuero, 5               | 39° 29′ 01″ N, 0° 22′ 46″ O / 39.483575°N,0.379347°O | 46.15.250-E407 | Fumeral de Tallers Devís-Noguera (València) · Vegeu més fotos d'aquest monument · Carregueu una nova foto d'aquest monument                                        |
| Retaule ceràmic de la Mare de Déu dels Desemparats, carrer Fray Pedro Vives | BRL    | finals del s.XIX    | València C. Fray Pedro Vives, 14                      | 39° 29′ 12″ N, 0° 22′ 24″ O / 39.486611°N,0.373333°O | 46.15.250-E267 | Retaule ceràmic de la Mare de Déu dels Desemparats al carrer Fray Vives (València) · Vegeu més fotos d'aquest monument · Carregueu una nova foto d'aquest monument |
| Retaule ceràmic de Sant Joan de la Creu                                     | BRL    | 1942                | València C. Sant Joan de la Creu, 6 acc.              | 39° 29′ 03″ N, 0° 22′ 24″ O / 39.484278°N,0.373281°O | 46.15.250-E515 | Retaule ceràmic de Sant Joan de la Creu (València) · Vegeu més fotos d'aquest monument · Carregueu una nova foto d'aquest monument                                 |
| Retaule ceràmic de Sant Vicent Ferrer, carrer Olba                          | BRL    | Principis del s.XIX | València C. Olba 15                                   | 39° 29′ 19″ N, 0° 23′ 08″ O / 39.488547°N,0.385422°O | 46.15.250-E244 | Retaule ceràmic de Sant Vicent Ferrer, carrer Olba (València) · Vegeu més fotos d'aquest monument · Carregueu una nova foto d'aquest monument                      |

## Espais de protecció arqueològica
| Monument                                  | Prot.? | Estil/època                 | Localització                                                           | Coordenades                                          | Codi?         | Imatge |
| ----------------------------------------- | ------ | --------------------------- | ---------------------------------------------------------------------- | ---------------------------------------------------- | ------------- | --- |
| Refugi de l'antic Grupo Escolar Llibertat | BRL    | 1938-1939                   | València C. Visitació 13, baix el pati del Col·legi de les Trinitaries | 39° 29′ 03″ N, 0° 22′ 40″ O / 39.484167°N,0.377778°O | 46.15.250-454 | Carregueu una nova foto d'aquest monument                                                                         |
| Restes del Palau Reial (Vivers)           | BRL    | Islàmica fins contemporània | València C. Llano del Real, 1                                          | 39° 28′ 41″ N, 0° 22′ 04″ O / 39.478111°N,0.3678°O   | 46.15.250-431 | Restes del Palau Reial (València) · Vegeu més fotos d'aquest monument · Carregueu una nova foto d'aquest monument |